# Born This Way
Born This Way je třetí studiové album americké zpěvačky Lady Gaga, které vyšlo 23. května 2011.
První singl z alba se jmenuje Born This Way, k němuž existuje také videoklip vyprávějící o narození jiné rasy lidí. Druhým singlem je Judas, jehož videoklip pojednává o lásce k jinému muži. Třetí singl z alba je balada The Edge of Glory, kterou napsala zpěvačka po smrti svého dědečka na konci roku 2010. Píseň je o naději, důvěře ale také smutku. Jako čtvrtý singl zvolila baladu Yoü and I, kterou prezentovala už na svém turné v roce 2010 a Lady Gaga ji napsala pro svého někdejšího přítele. Posledním singlem je píseň Marry the Night, kterou zpěvačka přirovnala k tvorbě Bruce Springsteena a Whitney Houston. 
Za jeden týden od vydání alba se ho prodalo kolem 2 000 000 fyzicky prodaných kusů. Album debutovalo na první místě ve Spojených státech, Velké Británie, ale i České republice a v dalších zemích. Album má také největší číslo prodejnosti v debutovém týdnu za rok 2011  Ke konci října 2011 se desky prodalo celosvětově přes osm milionů kopií. 

## Průběh nahrávání
V březnu 2010 prozradila Gaga, že začíná pracovat na nové desce s tím, že už napsala většinu songů.  Mezitím producent RedOne desku popsal jako svobodnou.  Pár měsíců po prvním oznámení, prozradila Gaga, že písně na album už jsou všechny napsány: "Šlo to rychle. Pracovala jsem na tom měsíce a silně cítím, že pro tuto chvíli mám hotovo. Někteří umělci na to potřebují roky. Já ne. Píšu hudbu každý den."  V dalším rozhovoru deklarovala, že album bude hymnou generace, a pokračovala, "obsahuje tu nejlepší hudbu, jakou jsem kdy napsala. Slibuji vám, že je to nejlepší album mé kariéry". 
V září 2010 při udílení cen MTV během děkovné řeči za cenu v kategorii Videoklip roku oznámila název desky a zazpívala refrén singlu Born This Way.  1. ledna 2011 napsala na svůj Twitter data vydání nové desky a prvního singlu. 

## Náboženské rozpory
Několik náboženských skupin odsoudily desku, protože se na ní zmiňují symboly křesťanství. V Libanonu bylo album dočasně zakázané.  Abdo Abu Kassm, ředitel katolického centra v Libanonu velmi kritizoval témata na desce: "Pokud se nás chystáte urážet, desku zakážeme. Nebudeme akceptovat urážení Panny Marie, Ježíše nebo křesťanství. Nazývejte nás zastaralými, opožděnými, říkejte nám, jak chcete, ale desku nepřijmeme.  Zákaz vydržel do 9. června 2011. 

## Seznam skladeb

### Standardní Verze
| Pořadí         | Název                          | Hudba                                                        | Text                                                        | Délka |
| -------------- | ------------------------------ | ------------------------------------------------------------ | ----------------------------------------------------------- | ----- |
| 1.             | Marry the Night                | Lady Gaga, Fernando Garibay                                  | Lady Gaga, Fernando Garibay                                 | 4:25  |
| 2.             | Born This Way                  | Lady Gaga, Jeppe Laursen, Fernando Garibay, DJ White Shadow  | Lady Gaga, Jeppe Laursen                                    | 4:20  |
| 3.             | Government Hooker              | Lady Gaga, DJ White Shadow, Fernando Garibay, DJ Snake       | Lady Gaga, Fernando Garibay, DJ White Shadow                | 4:14  |
| 4.             | Judas                          | Lady Gaga, RedOne                                            | Lady Gaga, RedOne                                           | 4:09  |
| 5.             | Americano                      | Lady Gaga, Fernando Garibay, DJ White Shadow                 | Lady Gaga, Fernando Garibay, DJ White Shadow, Cheche Alara  | 4:06  |
| 6.             | Hair                           | Lady Gaga, RedOne                                            | Lady Gaga, RedOne                                           | 5:08  |
| 7.             | Scheiße                        | Lady Gaga, RedOne                                            | Lady Gaga, RedOne                                           | 3:45  |
| 8.             | Bloody Mary                    | Lady Gaga, DJ White Shadow, Fernando Garibay, Clinton Sparks | Lady Gaga, Fernando Garibay, DJ White Shadow                | 4:05  |
| 9.             | Bad Kids                       | Lady Gaga, Jeppe Laursen, Fernando Garibay, DJ White Shadow  | Lady Gaga, Jeppe Laursen, Fernando Garibay, DJ White Shadow | 3:51  |
| 10.            | Highway Unicorn (Road to Love) | DJ White Shadow, Lady Gaga, RedOne, Fernando Garibay         | Lady Gaga, RedOne, Fernando Garibay, DJ White Shadow        | 4:16  |
| 11.            | Heavy Metal Lover              | Lady Gaga, Fernando Garibay                                  | Lady Gaga, Fernando Garibay                                 | 4:13  |
| 12.            | Electric Chapel                | Lady Gaga, DJ White Shadow                                   | Lady Gaga, DJ White Shadow                                  | 4:12  |
| 13.            | Yoü and I                      | Lady Gaga                                                    | Lady Gaga                                                   | 5:07  |
| 14.            | The Edge of Glory              | Lady Gaga, Fernando Garibay                                  | Lady Gaga, Fernando Garibay, DJ White Shadow                | 5:21  |
| Celková délka: | Celková délka:                 | Celková délka:                                               | Celková délka:                                              | 61:12 |

#### Deluxe Verze
| Pořadí         | Název                          | Hudba                                                        | Text                                                        | Délka |
| -------------- | ------------------------------ | ------------------------------------------------------------ | ----------------------------------------------------------- | ----- |
| 1.             | Marry the Night                | Lady Gaga, Fernando Garibay                                  | Lady Gaga, Fernando Garibay                                 | 4:25  |
| 2.             | Born This Way                  | Lady Gaga, Jeppe Laursen, Fernando Garibay, DJ White Shadow  | Lady Gaga, Jeppe Laursen                                    | 4:20  |
| 3.             | Government Hooker              | Lady Gaga, DJ White Shadow, Fernando Garibay, DJ Snake       | Lady Gaga, Fernando Garibay, DJ White Shadow                | 4:14  |
| 4.             | Judas                          | Lady Gaga, RedOne                                            | Lady Gaga, RedOne                                           | 4:09  |
| 5.             | Americano                      | Lady Gaga, Fernando Garibay, DJ White Shadow                 | Lady Gaga, Fernando Garibay, DJ White Shadow, Cheche Alara  | 4:06  |
| 6.             | Hair                           | Lady Gaga, RedOne                                            | Lady Gaga, RedOne                                           | 5:08  |
| 7.             | Scheiße                        | Lady Gaga, RedOne                                            | Lady Gaga, RedOne                                           | 3:45  |
| 8.             | Bloody Marry                   | Lady Gaga, DJ White Shadow, Fernando Garibay, Clinton Sparks | Lady Gaga, Fernando Garibay, DJ White Shadow                | 4:05  |
| 9.             | Black Jesus † Amen Fashion     | Lady Gaga, DJ White Shadow                                   | Lady Gaga, DJ White Shadow                                  | 3:36  |
| 10.            | Bad Kids                       | Lady Gaga, Jeppe Laursen, Fernando Garibay, DJ White Shadow  | Lady Gaga, Jeppe Laursen, Fernando Garibay, DJ White Shadow | 3:51  |
| 11.            | Fashion of His Love            | Lady Gaga Fernando Garibay                                   | Lady Gaga Fernando Garibay                                  | 3:39  |
| 12.            | Highway Unicorn (Road to Love) | Lady Gaga, RedOne, Fernando Garibay, DJ White Shadow         | Lady Gaga, RedOne, Fernando Garibay, DJ White Shadow        | 4:16  |
| 13.            | Heavy Metal Lover              | Lady Gaga, Fernando Garibay                                  | Lady Gaga, Fernando Garibay                                 | 4:13  |
| 14.            | Electric Chapel                | Lady Gaga, DJ White Shadow                                   | Lady Gaga, DJ White Shadow                                  | 4:12  |
| 15.            | The Queen                      | Lady Gaga Fernando Garibay                                   | Lady Gaga Fernando Garibay                                  | 5:17  |
| 16.            | Yoü and I                      | Lady Gaga, Mutt                                              | Lady Gaga                                                   | 5:07  |
| 17.            | The Edge of Glory              | Lady Gaga, Fernando Garibay                                  | Lady Gaga, Fernando Garibay, DJ White Shadow                | 5:21  |
| Celková délka: | Celková délka:                 | Celková délka:                                               | Celková délka:                                              | 73:38 |

## Hudební příčky
| Období (2011)      | Max. příčka |
| ------------------ | ----------- |
| Austrálie          | 1           |
| Rakousko           | 1           |
| Kanada             | 1           |
| Francie            | 1           |
| Německo            | 1           |
| Irsko              | 1           |
| Nový Zéland        | 1           |
| Švýcarsko          | 1           |
| Velká Británie     | 1           |
| U.S. Billboard 200 | 1           |